# 2771 Polzunov
2771 Polzunov este un asteroid din centura principală, descoperit pe 26 septembrie 1978, de Liudmila Juravliova.